# Марутян, Константин Оганесович
Константи́н Огане́сович (Ива́нович) Марутя́н (арм. Կոստանդին (Կոնստանտին) Հովհաննեսի Մարության; 29 ноября 1917, Александрополь — май 2011, Ереван) — советский армянский энергетик-строитель и государственный деятель. Министр строительства Армянской ССР (1961—1965). Председатель Государственного комитета по делам строительства Армянской ССР (1978—1984). Заслуженный строитель Армянской ССР (1957). Член Центрального комитета КП Армении (с 1976). Депутат Верховного Совета Армянской ССР VI—X созывов.

## Биография
Родился 29 ноября 1917 года в городе Александрополь Эриванской губернии Российской империи (ныне — город Гюмри Республики Армения).
Переехав в город Ереван, в 1936 году поступил в Ереванский политехнический институт, который окончил в 1941 году. Сразу после окончания института с началом Великой Отечественной войны был призван в ряды Рабоче-крестьянской Красной армии. В 1943 году получил тяжёлое ранение и был демобилизован. В 1944 году вступил в ВКП(б)/КПСС. По окончании войны Марутян был направлен на возобновлённое строительство Севанской гидроэлектростанции (ГЭС).
В 1954 году Константин Марутян окончил Московский энергетический институт, после чего был назначен начальником строительного управления Атарбекянской ГЭС (в дальнейшем переименована в Разданскую ГЭС). Его заслуги в деле строительства электростанций были оценены государственными наградами. В 1957 году Указом Президиума Верховного Совета Армянской ССР от 9 августа 25 видным деятелям строительства и архитектуры республики, в том числе и Марутяну, было присвоено почётное звание заслуженного строителя Армянской ССР. В 1959 году, после завершения строительства Атарбекянской ГЭС, Марутян занял должность начальника управления строительства Совета народного хозяйства Армянской ССР.
В 1961 году назначен министром строительства Армянской ССР и занимал эту должность до 1965 года. С 1966 года работал начальником управления «Армгидроэнергострой» — государственного треста гидроэнергетического строительства Армянской ССР, а в 1978—1984 годах занимал должность председателя Государственного комитета по делам строительства Армянской ССР (Госстрой Армянской ССР). Находясь на этих должностях, Марутян внёс большой вклад в организацию строительства промышленных, хозяйственных и жилищно-гражданских сооружений в республике. Под его руководством и при его непосредственном участии были построены Гюмушская гидроэлектростанция, Воротанский каскад, включающий Татаевскую и Шамбскую ГЭС, Разданская государственная районная электростанция (ГРЭС), Разданская, Ереванская и Ванадзорская теплоэлектроцентрали (ТЭЦ), тоннель Арпа — Севан, Армянская атомная электростанция (АЭС), аэропорт «Звартноц», спортивно-концертный комплекс в Ереване, а также ряд других сооружений и жилых построек. С 1985 года являлся персональным пенсионером союзного значения.
Избирался депутатом Верховного Совета Армянской ССР VI—X созывов. Он был членом комиссии по строительству и промышленности строительных материалов Верховного Совета Армянской ССР. С 1976 года — член ЦК Коммунистической партии Армении.
Скончался в мае 2011 года в Ереване. Похоронен в Ереванском городском пантеоне.

## Награды
- Два ордена Ленина (4.06.1977, 9.08.1958)[2].
- Орден Октябрьской Революции[2].
- Орден Отечественной войны 2 степени (6.11.1985)[9].
- Орден Трудового Красного Знамени[2].
- Медали СССР[4].
- Заслуженный строитель Армянской ССР (9.08.1957)[6][2].
- Почётный энергетик СССР (1977)[5].